# La historia (película)
La Storia ("Historia") es una película dramática italiana de 1986 dirigida por Luigi Comencini y protagonizada por Claudia Cardinale. Está basada en la novela homónima de 1974 escrita por Elsa Morante. Una versión más corta de la película se estrenó en salas de cine, mientras que una versión de 4 horas y media se emitió en tres partes en Rai 2 en diciembre de 1986. Se estrenó fuera de competición en el 43º Festival Internacional de Cine de Venecia, donde Cardinale se negó a aparecer, disgustado porque la película no había sido seleccionada en la competición principal.

## Reparto
| Actor                 | Personaje      |
| --------------------- | -------------- |
| Claudia Cardinale     | Ida            |
| Francisco Rabal       | Remo           |
| Andrea Spada          | Useppe         |
| Antonio Degli Schiavi | Nino           |
| Lambert Wilson        | Carlo / Davide |
| Fiorenzo Fiorentini   | Cucchiarelli   |
| Tobias Hoesl          | Günther        |
| Caroline Lang         | Anita          |
| Anna Recchimuzzi      | Mercedes       |
| Maria Teresa Albani   | Wilma          |
| Silvana De Santis     | Santina        |